# 方永蒸
方永蒸（1893年7月6日—1994年7月22日），字蔚东，辽宁铁岭人，中華民國教育家。
方永蒸曾就读于北京高等师范学校英语部。毕业后，担任辽宁教育厅视学、科长、第三中学校长等职。1930年，赴美国在哥伦比亚大学学习教育。回国后，又先后担任东省特别区教育厅第二科科长、东北大学教育学院院长、文学院院长、国立北平师范大学教授、西北师范学院教授兼附中校长。1946年，创办了国立长白师范学院。1948年，当选第一届国大代表。
赴台后，历任行政院设计委员会委员、台湾省行政专修班科主任、考试院考试委员、兼考试院考试技术改进委员会主任委员、光复大陆设计研究委员会委员、《反攻杂志》发行人兼社长、台湾师范大学教务长、崇右企業管理專科學校（後改制為崇右技術學院）首任校长、中国医药学院董事、中国测验学会理事长。
他还是中国国民党十三、十四届中央评议委员。